# Royalton (Illinois)
Royalton est un village du comté de Franklin dans l'Illinois, aux États-Unis,. Situé au Sud-Ouest du comté, il est incorporé le 20 mai 1908.

## Démographie
Lors du recensement de 2010, le village comptait une population de 1 151 habitants. Elle est estimée, en 2016, à 1 126 habitants.

## Source de la traduction
- (en) Cet article est partiellement ou en totalité issu de l’article de Wikipédia en anglais intitulé « Royalton, Illinois » (voir la liste des auteurs).